# Elezioni comunali in Umbria del 1994
Le elezioni comunali in Umbria del 1994 si tennero il 12 giugno (con ballottaggio il 26 giugno) e il 20 novembre (con ballottaggio il 4 dicembre).

## Elezioni del giugno 1994

### Perugia

#### Todi
| Candidati                       | Candidati                     | II turno                 | II turno                 | I turno | I turno | Liste                                       | Voti   | %     | Seggi |
| Candidati                       | Candidati                     | Voti                     | %                        | Voti    | %       | Liste                                       | Voti   | %     | Seggi |
| ------------------------------- | ----------------------------- | ------------------------ | ------------------------ | ------- | ------- | ------------------------------------------- | ------ | ----- | ----- |
|                                 | Ottavio Nulli Pero ✔️ Sindaco | 5 747                    | 51,92                    | 5 254   | 44,89   | Progressisti                                | 3 027  | 29,39 | 7     |
| Unione Democratica Tuderte      | Ottavio Nulli Pero ✔️ Sindaco | 5 747                    | 51,92                    | 5 254   | 44,89   | 1 698                                       | 16,48  | 4     |       |
|                                 | Carlo Alongi                  | 5 323                    | 48,08                    | 3 287   | 28,08   | Alleanza Nazionale                          | 2 139  | 20,76 | 4     |
| Coordinamento Cristiani Tuderti | Carlo Alongi                  | 5 323                    | 48,08                    | 3 287   | 28,08   | 280                                         | 2,72   | –     |       |
| Seggio di coalizione            | Seggio di coalizione          | Seggio di coalizione     | 48,08                    | 3 287   | 28,08   | 1                                           |        |       |       |
|                                 | Franco Petrini                | Franco Petrini           | Franco Petrini           | 2 201   | 18,81   | Forza Italia (A)                            | 1 253  | 12,16 | 1     |
| Partito Popolare Italiano       | Franco Petrini                | Franco Petrini           | Franco Petrini           | 2 201   | 18,81   | 958                                         | 9,30   | 1     |       |
| Seggio di coalizione            | Seggio di coalizione          | Seggio di coalizione     | Franco Petrini           | 2 201   | 18,81   | 1                                           |        |       |       |
|                                 | Silvano Stefanelli Spada      | Silvano Stefanelli Spada | Silvano Stefanelli Spada | 548     | 4,68    | Uniti per l'Umbria                          | 522    | 5,07  | –     |
|                                 | Alvise Pazzaglia              | Alvise Pazzaglia         | Alvise Pazzaglia         | 414     | 3,54    | Movimento Cristiano Lavoratori per Todi (B) | 424    | 4,12  | –     |
| Seggio di coalizione            | Seggio di coalizione          | Seggio di coalizione     | Alvise Pazzaglia         | 414     | 3,54    | 1                                           |        |       |       |
| Totale                          | Totale                        | 11 070                   | 100                      | 11 704  | 100     |                                             | 10 301 | 100   | 20    |
|                                 |                               |                          |                          |         |         |                                             |        |       |       |
| Fonte: Ministero dell'interno   |                               |                          |                          |         |         |                                             |        |       |       |

- La lista contrassegnata con la lettera A è apparentata al secondo turno con il candidato sindaco Carlo Alongi.

- La lista contrassegnata con la lettera B è apparentata al secondo turno con il candidato sindaco Ottavio Nulli Pero.

### Terni

#### Narni
|                               | Luigi Annesi ✔️ Sindaco | 8 519                | 58,24 | Progressisti                  | 8 146  | 57,68 | 12 |  |  |
|                               | David Veller Fornasa    | 3 372                | 23,05 | Alleanza per Narni            | 3 305  | 23,40 | 4  |  |  |
| Seggio di coalizione          | Seggio di coalizione    | Seggio di coalizione | 23,05 | 1                             |        |       |    |  |  |
|                               | Massimo Fociani         | 1 081                | 7,39  | Popolari per Narni            | 1 045  | 7,40  | –  |  |  |
| Seggio di coalizione          | Seggio di coalizione    | Seggio di coalizione | 7,39  | 1                             |        |       |    |  |  |
|                               | Alberto Cari            | 847                  | 5,79  | Il Ponte                      | 821    | 5,81  | –  |  |  |
| Seggio di coalizione          | Seggio di coalizione    | Seggio di coalizione | 5,79  | 1                             |        |       |    |  |  |
|                               | Elvio Daniele           | 809                  | 5,53  | Partito Repubblicano Italiano | 805    | 5,70  | –  |  |  |
| Seggio di coalizione          | Seggio di coalizione    | Seggio di coalizione | 5,53  | 1                             |        |       |    |  |  |
| Totale                        | Totale                  | 14 628               | 100   |                               | 14 122 | 100   | 20 |  |  |
|                               |                         |                      |       |                               |        |       |    |  |  |
| Fonte: Ministero dell'interno |                         |                      |       |                               |        |       |    |  |  |